# Van der Pauw
Van der Pauw là một kỹ thuật trong Hiệu ứng Hall, được sử dụng để phân loại vật liệu bán dẫn mà chỉ cần đến một nguồn điện và một vôn kế. Có nhiều sản phẩm có thể tự động thực hiện pháp đo này, và chúng được thực hiện trên một vùng nhiệt độ nhất định. Điều này có nghĩa các phép đo cần phải được đặt trong hệ thống làm lạnh và truyền nhiệt tốt, đồng nghĩa với giá thành cao.
Khi kỹ thuật này được hoàn thành, các tính chất vật liệu sau có thể được đo đạc và tính toán:
- Điện trở bản mặt hay suất điện trở của mấu vật khi bề dày của nó được biết.
- Bán dẫn được đốp ở dạng P-type hay N-type
- Mật độ hạt dẫn bao gồm cả thành phần chủ yếu và thành phần phụ (số lượng các hạt dẫn trên một đơn vị diện tích). Mật độ của bán dẫn được biết đến với cái tên nồng độ đốp, có thể được tính ra với một mẫu vật có độ dày xác định.
- Tính lưu động của thành phần hạt dẫn chính.

Kỹ thuật này đã được L.J. Van der Pauw đề xuất vào năm 1958.

## Chuẩn bị mẫu vật
Để thực hiện kỹ thuật Van der Pauw, bề dày của mẫu vật vần phải nhỏ hơn nhiều so với bề rộng và chiều dài của nó. Nhằm giảm các sai số trong tính toán, mẫu vật thường được tạo dưới dạng đối xứng, và không có bất kỳ một lỗ trống nào trong mẫu vật.

Một số cấu hình đo

Kỹ thuật đòi hỏi bốn bề mặt ômíc tiếp xúc lên mẫu vật, cùng với các điều kiện:
- Chúng phải nằm trên vành của mẫu vật(càng gần vành càng tốt).
- Chúng phải thật nhỏ. Trên thực tế, chúng cần phải càng nhỏ càng tốt, sai số liên quan đến kích thước có tỉ lệ {\displaystyle D/L}, với D là trung bình đường kính tiếp xúc và L là khoảng cách giữa hai bề tiếp xúc.

Để giảm các hiệu ứng của nhiệt điện, các đầu tiếp xúc cần phải làm từ cùng một vật liệu.

## Một số định nghĩa
- Các điểm tiếp xúc được đánh dấu từ 1 đến 4 theo chiều ngược kim đông hồ, bắt đầu từ điểm phía trên bên trái.
- Cường độ dòng điện IAB là một dòng DC dương bắt đầu từ điểm A và đi ra ở điểmB, và được đo trên đơn vị amperes (A).
- Hiệu điện thế VCD là hiệu điện thế DC giữa hai điểm C và D khi không có từ trường bên ngoài, với đơn vị là volts (V).
- Điện trở bản mặtRS được đo trên đơn vị ohms (Ω).

## Các bước đo suất điện trở

### Phép đo cơ bản
Để thực hiện bước đo này, dòng điện được đưa vào một cạnh của mẫu vật(ví dụ, I12) và hiệu điện thế giữa hai cạnh đối nhau (trong trường hợp này, V34)được đo. Từ hai số liệu này, điện trở(ở ví dụ này, {\displaystyle R_{12,34}}) được tính ra bằng định luật Ohm:
{\displaystyle R_{12,34}={\frac {V_{34}}{I_{12}}}}
Trong bài báo của ông, Van der Pauw đã khám phá ra rằng điện trở bản mặt của các mẫu vật với hình dạng khác nhau có thể được xác định từ hai trong số các điện trở trên - một là điện trở theo trục tung, như  {\displaystyle R_{12,34}},  và một là điện trở theo trục hoành {\displaystyle R_{23,41}}. Từ đó điện trở của bản mặt được tính theo công thức Van der Pauw
{\displaystyle e^{-\pi R_{12,34}/R_{s}}+e^{-\pi R_{23,41}/R_{s}}=1}

### Phép đo nghịch đảo
Định lý nghịch đảo  chỉ ra cho chúng ta rằng
{\displaystyle R_{AB,CD}=R_{CD,AB}}
Do vậy, chúng ta có thể đo được chính xác hơn với các điện trở {\displaystyle R_{12,34}} và {\displaystyle R_{23,41}} bằng việc thực hiện thêm hai pháp đo các số nghịch đảo của chúng, {\displaystyle R_{34,12}} và {\displaystyle R_{41,23}} sau đó lấy giá trị trung bình.
Chúng ta định nghĩa
{\displaystyle R_{\text{tung}}={\frac {R_{12,34}+R_{34,12}}{2}}}
Và
{\displaystyle R_{\text{hoanh}}={\frac {R_{23,41}+R_{41,23}}{2}}}
Khi đó công thức Van der Pauw trở thành
{\displaystyle e^{-\pi R_{\text{tung}}/R_{S}}+e^{-\pi R_{\text{hoanh}}/R_{S}}=1}

### Phép đo đảo cực
Giá trị của điện trở có thể được đo chính xác hơn bằng cách lặp lại các phép đo điện trở sau khi đã đảo cực của cả hai nguồn điện và của vôn kế. Do phép đo này vẫn thực hiện trên cùng một mẫu vật, chỉ khác về chiều, nên giá trị củaRtung and Rhoành vẫn có thể tính ra được bằng cách lấy trung bình giá trị từ phép cơ bản và phép đảo cực. Lợi thế của cách này đó là có thể triệt tiêu các hiệu điện thế không cân thiết,như các thế năng tạo ra từ hiện tượng nhiệt điện hay hiệu ứng Seebeck.
Kết hợp những phép đo trên cùng với phép đo nghịch đảo dẫn đến một công thức chặt chẽ hơn cho điện trở
{\displaystyle R_{\text{tung}}={\frac {R_{12,34}+R_{34,12}+R_{21,43}+R_{43,21}}{4}}}
và
{\displaystyle R_{\text{hoanh}}={\frac {R_{23,41}+R_{41,23}+R_{32,14}+R_{14,32}}{4}}}

### Độ chính xác của phép đo
Cả hai phép đo trên đều được hiện hiện lặp đi lặp lại, đo đó nếu phép đo đảo ngược cực không cho cùng một kết quả với độ chính xác dưới 3% ứng với phép đo cơ bản, thì có thể đã có các sai số trong hệ thống cũng như trong quá trình thực hiện, và cần phải được xác định trước khi thực hiện tiếp phép đo này. Chú ý này cũng được dùng tới cho phép đo nghịch đảo - chúng cần phải dẫn tới một kết quả với độ chính xác cho phép trước khi được dùng để tính toán.

### Tính toán điện trở bản mặt
Thông thường, công thức Van der Pauw không thể được biến đổi để cho ta điện trở bản mặt RS dưới dạng một hàm số đã biết. Trừ một trường hợp duy nhất đó là khi Rtung = R = Rhoành; khi đó điện trở bản mặt sẽ là
{\displaystyle R_{s}={\frac {\pi R}{\ln 2}}}
Đa số các trường hợp khác,phương pháp lặp được dùng để giải công thức van der Pauw theo dạng tính toán số RS. Tuy nhiên công thức này không đạt các điều kiện cần thiết của  Định lý điểm cố định Banach, nên kết quả cho ra không được chính xác.  Thay vào đó, có thể sử dụng phương pháp xếp để hội tụ một cách chậm nhưng hiệu quả.

## Các phép đo Hall

### Cơ bản
{{| Hiệu ứng Hall}}
Khi một hạt điện tích như electron được đặt trong một từ trường, nó sẽ chịu tác dụng của lực Lorentz tỷ lệ với độ lớn của trường và vận tốc mà hạt di chuyển trong từ trường này. Lực này đạt giá trị lớn nhất khi chiều chuyển động của hạt vuông góc với chiều của điện trường, khi đó nó có dạng
{\displaystyle F_{L}=QvB\,\!}
với {\displaystyle Q} là điện tích của hạt, đơn vị coulombs, {\displaystyle v} là vận tốc của hạt di chuyển với đơn vị (centimeter trên giây), và {\displaystyle B} cường độ của từ trường (Wb/cm²). Hệ số centimeter thường được dùng trong công nghệ bán dẫn, do vậy công thức trên sử dụng hệ số này thay vì hệ số tiêu chuẩn mét.
Khi một dòng điện được đưa vào một mảnh vật liệu bán dẫn, dẫn đến một dòng chuyển động ổn định của các electron (hoặc các holes) trong lòng vật liệu (như hình vẽ (a) và (b) kế bên). Vận tốc chuyển động của các electron (xem electric current):
{\displaystyle v={\frac {I}{nAq}}}
ở đó {\displaystyle n} là mật độ electron, {\displaystyle A} là diện tích mặt cắt của vật liệu và {\displaystyle q} là điện tích cơ bản (1.602 x 10−19 coulombs).
Nếu một nguồn từ trường ngoài tác dụng vuông góc với hướng chuyển động của dòng điện, sẽ sinh ra lực Lorentz làm cho các electron tập hợp lại một cạnh của mẫu vật (như hình (c) kế bên). Kết hợp với hai phương trình trên với chú ý {\displaystyle q} là viết tắt của điện tích của một electron, cho ta công thức lực Lorentz tác dụng lên các electron:
{\displaystyle F_{L}={\frac {IB}{nA}}}
Sự tập hợp của các electron về một cạnh sẽ tạo nên một điện trường dọc vật liệu do có sự không cân bằng trong điện tích phân bố, như miêu tả ở hình (d). Dẫn đến một hiệu điện thế ngang mẫu vật, được biết đến với cái tên hiệu điện thế Hall {\displaystyle V_{H}}. Dòng điện chỉ tiếp tục di chuyển dọc theo mẫu vật khi lực tác dụng lên các electron tạo bởi điện trường cân bằng với lực Lorentz. Do lực tác dụng lên một electron trong điện trường  {\displaystyle \epsilon } là {\displaystyle q\epsilon }, ta có thể tính được độ lớn của điện trường
{\displaystyle \epsilon ={\frac {IB}{qnA}}}
Sau cùng, độ lớn của hiệu điện thế Hall chính là độ lớn của điện trường nhân với bề dày của mẫu vâth, đó là
{\displaystyle {\begin{aligned}V_{H}&=w\epsilon \\&={\frac {wIB}{qnA}}\\&={\frac {IB}{qnd}}\end{aligned}}}
ở đó {\displaystyle d} là bề dày của mẫu vật. Do mật độ của bản mặt {\displaystyle n_{s}} được định nghĩa bởi mặt độ của electron nhân với bề dày của vật liệu, chúng ta có thể tìm ra hiệu điện thế Hall dưới dạng của mật độ bề mặt này:
{\displaystyle V_{H}={\frac {IB}{qn_{s}}}}

### Các bước đo
Hai bước đo cần được thực hiện, một với điện trường theo chiều dương của znhư hình vẽ trên, và một theo chiều âm, ngược lại củaz. Với quy ước phép đo theo chiều dương có gạch dưới bằng chữ P (ví dụ V13, P), và chiều âm có gạch chân là N (ví dụ V13, N). Với tất cả các bước đo, độ lớn của dòng điện cũng như từ trường phải được giữ nguyên.
Trước tiên với chiều dương của từ trường, dòng điện I24 được tác dụng vào mẫu vật và hiệu điện thế V13, P được ghi lại; hiệu điện thế này có thể có giá trị âm hoặc dương. Sau đó lặp lại vớiI13 vàV42, P.
Giống như trước, ta có thể sử dụng định lý nghịch đảo để kiểm tra sự chính xác các phép đo. Nếu chúng ta đảo ngược chiều dòng điện(ví dụ tác dụng dòng I42 và đo V31, P, sau đó lặp lại cho I31 và V24, P),thì  V13, P phải giống với kết quả ở V31, P trong vùng sai số cho phép. Tương tự, V42, P và V24, P cũng phép cho cùng kết quả.
Thực hiện phép đo tương tự như trên với chiều ngược lại của từ trường, cho ta các thông số về V13, N, V42, N, V31, N và V24, N.

### Tính toán
Trước tiên, độ chênh lệch của các hiệu điện thế giữa trường hợp từ trường dương và âm cần được tính ra:
V13 = V13, P − V13, N

V24 = V24, P − V24, N

V31 = V31, P − V31, N

V42 = V42, P − V42, N
Giá trị của hiệu điện thế Hall sẽ là
{\displaystyle V_{H}={\frac {V_{13}+V_{24}+V_{31}+V_{42}}{8}}}.
Cực của hiệu điện thế Hall sẽ chỉ ra loại vật liệu bán dẫn đã được đo, nếu là dương, thì đó là dạng bán dẫn P-type, ngược lại, nếu là âm, thì đó là vật liệu bán dẫn dạng N-type.
Công thức đã giới thiệu ở mục cơ bản có thể được biến đổi để chỉ ra rằng
{\displaystyle n_{s}={\frac {IB}{q|V_{H}|}}}
Chú ý rằng cường độ từ trường B cần phải có đơn vị là Wb/cm². Ví dụ, nếu độ lớn thường được dùng theo đơn vị teslas, nó có thể được đổi sang bằng cách nhân với 10−4.

## Các thông số khác

### Độ lưu động
Suất điện trở của một vật liệu bán dẫn có thể được tính bởi 
{\displaystyle \rho ={\frac {1}{q(n\mu _{n}+p\mu _{p})}}}
ở đó n và p là nồng độ electron và hole trong vật liệu,μnvà μp là độ lưu động của các hạt electron và hole.
Thông thường, vật liệu được đốp sao cho nồng độ của hai loại hạt electron và hole chênh lệnh với nhau hàng nghìn lần, vì thế công thức trên có thể được rút gọn bằng 
{\displaystyle \rho ={\frac {1}{qn_{m}\mu _{m}}}}
ở đónm và μm là nồng độ đốp và độ lưu động của thành phần hạt chính.
Để ý rằng,điện trở bản mặt RS chính là suất điện trở chia cho bề dày của mẫu vật, và mật độ bản mặt nS chính là nồng độ đốp nhân với bề dày, do đó, chúng ta có thể biến đổi để đưa tới kết quả
{\displaystyle R_{s}={\frac {1}{qn_{s}\mu _{m}}}}
Từ đây có thể suy ra độ lưu động của thành phần hạt dẫn chính dưới dạng điện trở bản mặt và mật độ bản mặt:
{\displaystyle \mu _{m}={\frac {1}{qn_{s}R_{s}}}}

## Chú giải
1. ↑  Van der Pauw, L.J. (1958). "A method of measuring specific resistivity and Hall effect of discs of arbitrary shape" (PDF). Philips Research Reports. Quyển 13. tr. 1–9. Bản gốc (PDF) lưu trữ ngày 23 tháng 8 năm 2009. Truy cập ngày 3 tháng 2 năm 2008.)
2. ↑  Sze, S.M. (2001). Semiconductor Devices: Physics and Technology. New York: Wiley. tr. 53. ISBN 0-471-33372-7.